# Waleri Arkadjewitsch Dudin
Waleri Arkadjewitsch Dudin (russisch Валерий Аркадьевич Дудин; * 20. August 1963 in Kirow, Oblast Kirow) ist ein ehemaliger Rennrodler, der für die Sowjetunion antrat.
Dudins erfolgreichstes Jahr im Rodeln war 1984. Mit dem Gewinn des nationalen Meistertitels qualifizierte er sich für die Olympischen Winterspiele in Sarajevo. Dort gewann er überraschend die Bronzemedaille im Einsitzer. Dies ist seine einzige Platzierung unter den besten Drei bei einem internationalen Event. 1988 nahm er ein zweites Mal an Olympischen Winterspielen teil und erreichte dort den 17. Platz.
Nach dem Ende seiner aktiven Karriere arbeitete Dudin als Trainer in Bratsk, Oblast Irkutsk.